# Christian Thonhofer
Christian Thonhofer (n. 26 de mayo de 1985) es un jugador de fútbol austriaco, que actualmente juega para el Wiener Neustadt de la Bundesliga austriaca. 

## Selección nacional
Ha sido internacional con la Selección de fútbol de Austria Sub-21.

## Clubes
| Club                  | País    | Año       |
| --------------------- | ------- | --------- |
| Admira Wacker Mödling | Austria | 2002-2006 |
| Rapid Viena           | Austria | 2007-2010 |
| SC Wiener Neustadt    | Austria | 2010 -    |

## Honores
- Ganador de la Bundesliga de Austria: 2008.